# Biała Szlachecka
Biała Szlachecka – stacja kolejowa w Białej (powiat pajęczański). Od końca 2012 roku przez stację przejeżdżały tylko pociągi towarowe. Po 12 latach przerwy od 15 grudnia 2024 na stacji zatrzymują się pociągi ŁKA relacji Łódź Fabryczna – Częstochowa oraz pociągi Polregio relacji Chorzew Siemkowice – Częstochowa.